# Progreso Lakes (Texas)
Progreso Lakes es una ciudad ubicada en el condado de Hidalgo en el estado estadounidense de Texas. En el Censo de 2010 tenía una población de 240 habitantes y una densidad poblacional de 42,29 personas por km².

## Geografía
Progreso Lakes se encuentra ubicada en las coordenadas 26°4′8″N 97°57′38″O / 26.06889, -97.96056. Según la Oficina del Censo de los Estados Unidos, Progreso Lakes tiene una superficie total de 5.67 km², de la cual 5.43 km² corresponden a tierra firme y (4.34%) 0.25 km² es agua.

## Demografía
Según el censo de 2010, había 240 personas residiendo en Progreso Lakes. La densidad de población era de 42,29 hab./km². De los 240 habitantes, Progreso Lakes estaba compuesto por el 97.92% blancos, el 0.83% eran afroamericanos, el 0.42% eran amerindios, el 0% eran asiáticos, el 0% eran isleños del Pacífico, el 0.83% eran de otras razas y el 0% pertenecían a dos o más razas. Del total de la población el 63.75% eran hispanos o latinos de cualquier raza.